# (474066) 2016 JV11
(474066) 2016 JV11 es un asteroide perteneciente al cinturón de asteroides, descubierto el 15 de abril de 2007 por el equipo del Spacewatch desde el Observatorio Nacional de Kitt Peak, Arizona, Estados Unidos.

## Designación y nombre
Designado provisionalmente como 2016 JV11.

## Características orbitales
2016 JV11 está situado a una distancia media del Sol de 2,781 ua, pudiendo alejarse hasta 3,239 ua y acercarse hasta 2,324 ua. Su excentricidad es 0,164 y la inclinación orbital 11,15 grados. Emplea 1694 días en completar una órbita alrededor del Sol.

## Características físicas
La magnitud absoluta de 2016 JV11 es 16,902.